# Duronia chloronota
Duronia chloronota är en insektsart som först beskrevs av Carl Stål 1876.  Duronia chloronota ingår i släktet Duronia och familjen gräshoppor. Inga underarter finns listade i Catalogue of Life.